# Михаил (Гогов)
Михаи́л (в миру Методий Гогов; 20 мая 1912, Ново-Село (ныне Республика Македония) — 6 июля 1999, Скопье) — четвёртый предстоятель Македонской православной церкви с титулом «Архиепископ Охридский и Македонский».

## Биография
Родился 1912 году в деревне Ново-Село (ныне община Штип, Македония). После завершения начального образования в 1927 году поступает в Битольскую духовную семинарию.
В 1932 году поступил на богословский факультет Белградского университета, после окончания которого в 1936 году, становится приходским священником в Церкви святителя Николая в Новом Селе.
В годы второй мировой войны был участником Народно-освободительная войны и членом Антифашистского собрания по народному освобождению Македонии.
В начале марта 1945 года принял участие в организации первого церковно-народном собора в Скопье, в котором приняли участие 300 священников и мирян.
После прихода к власти коммунистов был осуждён и заключён в тюрьму за идеи национальной, социальной и духовной свободы македонского народа. После шести месяцев он был освобождён, но ненадолго. В 1948 году он был вновь арестован и приговорен к 5,5 годам лишения свободы. Несмотря на угрозы и требования отказаться от священства, остался твёрд в своих позициях и продолжал служить в священником в Скопье.
В 1966 году был отправлен в Австралию для участия в Миссионерской деятельности.
В 1967 году вышел из юрисдикции Сербской православной церкви и присоединился к новообразованой Македонской православной церкви.
В конце 1970 года вернулся в Македонию и был назначен ректором Македонской православной семинарии, где преподавал английский язык, гомилетику и пастырское богословие. В дополнение к английскому говорил по-французски и по-русски.
С 1972 года был генеральным секретарём Македонской архиепископии. 25 декабря 1988 года был хиротонисан во епископа Повардарского. Не хотел читать свои проповеди, но запомнился своим ораторским искусством, котором превосходил прочих епископом своей юрисдикции.
4 декабря 1993 года был избран главой неканонической Македонской православной церкви.
Был единственным священнослужителем, которому предложили пост президента Республики Македонии, но он отказался.
Во время его предстоятельства внёс изменения в Устав Македонской православной церкви, уставы трёх зарубежных епархий и других церковных законы и нормы. Также при нём активизировалась издательская деятельность МПЦ: были напечатаны богослужебные книги и многие книги богословского содержания.
Скончался 6 июля 1999 года в Скопье. Похоронен в церкви святого Наума Охридского в селе Радишани.